# Euphorbia lavranii
Euphorbia lavranii är en törelväxtart som beskrevs av Leslie Larry Charles Leach. Euphorbia lavranii ingår i släktet törlar, och familjen törelväxter.
Artens utbredningsområde är Namibia. Inga underarter finns listade i Catalogue of Life.